# Bourbriac
Bourbriac (bretonsko Boulvriag) je naselje in občina v francoskem departmaju Côtes-d'Armor regije Bretanje. Leta 2006 je naselje imelo 2.359 prebivalcev.

## Geografija
Kraj leži v bretonski pokrajini Trégor 10 km južno od Guingampa.

## Uprava
Bourbriac je sedež istoimenskega kantona, v katerega so poleg njegove vključene še občine Kerien, Magoar, Plésidy, Pont-Melvez, Saint-Adrien in Senven-Léhart s 4.430 prebivalci.
Kanton Bourbriac je sestavni del okrožja Guingamp.

## Zanimivosti
- cerkev sv. Briaka iz 12. do 18. stoletja, francoski zgodovinski spomenik,
- stolp Tour de Koat-Liou,
- dolmen de Kerivole (Menez Krec'h an arc'hant), megalit.